# فیدل کاسترو واقعی
فیدل کاسترو واقعی زندگی‌نامه انقلابی و سیاستمدار کوبایی، فیدل کاسترو است که توسط دیپلمات بریتانیایی سر لیسستر کلت‌من (۲۰۰۳–۱۹۳۸) نوشته شده و اولین بار در سال ۲۰۰۳ به وسیلهٔ انتشارات دانشگاه ییل منتشر شد. کلت‌من که دیپلمات دولت انگلستان بود از سال ۱۹۹۱ تا ۱۹۹۴ به عنوان سفیر انگلستان در کشور کوبا برگزیده شد. او در این مدت خودش با کاسترو آشنا شد. او کمی پیش از انتشار کتابش درگذشت.
این کتاب به زندگی کاسترو از ابتدا تا شروع قرن بیست‌ویکم، سال‌های پایانی ریاست‌جمهوری وی، نگاهی می‌اندازد. کاسترو در سال ۲۰۰۸ از ریاست‌جمهوری کناره‌گیری کرد. کتاب شامل حکایتهایی در مورد کاسترو و روابطش با دیگر سیاستمداران است که کلت‌من در سال‌هایی که در کوبا سفیر بود جمع‌آوری کرده‌است.
کتاب فیدل کاسترو واقعی در مطبوعات مهم انگلستان و ایالات متحده بررسی و نقد شد.